# Adriano Casadei
Adriano Casadei (Poviglio, 6 agosto 1922 – Castrocaro Terme, 18 agosto 1944) è stato un partigiano italiano, insignito con la medaglia d'oro al valor militare alla memoria.

## Biografia
Il padre esercitava il mestiere di sellaio e aggiustatore di finimenti per cavalli. Studente all'Istituto chimico industriale di Forlì, fu chiamato alla leva e arruolato in Aeronautica, per poi entrare, dopo l'8 settembre 1943, nella Resistenza. Come vicecomandante della banda Corbari si distinse per coraggio e intelligenza e fu protagonista di numerose audacissime azioni di sabotaggio e di guerriglia sull'Appennino tosco-romagnolo, che costarono ai nazifascisti gravi perdite.
Fu catturato dai fascisti presso Ca' Cornio di Modigliana, mentre tentava di portare in salvo il suo comandante, gravemente ferito durante un'imboscata, con lui e altri due partigiani, essendosi rifiutato di abbandonarlo; immediatamente dopo la cattura fu impiccato con Corbari a Castrocaro il 18 agosto 1944. Il cadavere del giovane studente fu appeso, insieme ai corpi dei suoi compagni, ai lampioni di Piazza Saffi, a Forlì.
Pino Cacucci nel libro Ribelli, nel capitolo dedicato a Silvio Corbari, racconta che quando toccò a Casadei di essere impiccato, il boia fascista tirò la corda troppo forte e la spezzò. Casadei allora la raccolse e riannodandosela da solo al collo disse, in dialetto: "Siete marci anche nella corda. Siamo noi i veri italiani. Viva l'Italia".